# Тютиков, Иван Иванович
Иван Иванович Тютиков (1893, село Лекарево, Елабужский уезд, Вятская губерния — 1973, Новосибирск) — художник, график, член томского филиала АХРР (1925—1927), член Союза художников СССР (1933), заслуженный художник РСФСР (1969).

## Биография
В 1908—1911 годах учился в Елабуге в иконописной мастерской, в 1912 году — в Москве у И. И. Машкова.
С 1913 по 1917 год обучался в Казанской художественной школе.
В 1918 году был зачислен в Белую Армию (т. н. «Учредиловская армия»).
В 1919 году перебрался в Томск. С 1920 года работал художником-декоратором томского гарнизонного красногвардейского клуба РККА. В 1922—1923 годах был преподавателем рисования в школе второй ступени Отдела народного образования в Старо-Кузнецке.
Руководил ИЗО-кружком военно-политической школы в Томске (1925—1926), затем трудился художником-иллюстратором окружной газеты «Красное Знамя» (1927—1930).
В 1930-е годы писал станковые произведения на ленинскую и революционную темы.
В 1930 году переехал в Новосибирск, где с 1930 по 1932 год работал художником-иллюстратором краевого издательства. В 1932 году стал членом правления Новосибирского союза советских художников, также вошёл в состав правления Новосибирского отделения товарищества «Художник». В 1934—1939 годах был избран депутатом Новосибирского Городского Совета.
В период Великой Отечественной войны участвовал в организационных и практических работах, связанных с серией агитационных плакатов «Окна ТАСС».
Похоронен на Заельцовском кладбище (квартал 42).

## Работы
- «В. И. Ленин и Н. К. Крупская в селе Шушенском» (1934)
- «Гибель красногвардейского отряда на Алтае» (1936)
- «Протест 17-ти социал-демократов против кредо меньшевиков в селе Ермаковском»
- «В. И. Ленин дает юридическую консультацию крестьянам в селе Шушенском» (1938)
- «И. В. Сталин и Я. М. Свердлов в Туруханской ссылке» (1939)[1]

## Выставки
Работал над оформлением павильона «Сибирь» на Всероссийской сельскохозяйственной выставке в 1936 году, где были представлены 3 панно художника на темы Ленина, Сталина и видов Алтая. В 1956 году вновь участвовал в оформлении павильона «Сибирь».

## Награды
В 1947 году награждён медалью «За доблестный труд в Великой Отечественной войне 1941—1945 гг.».